# Stephan Kolling

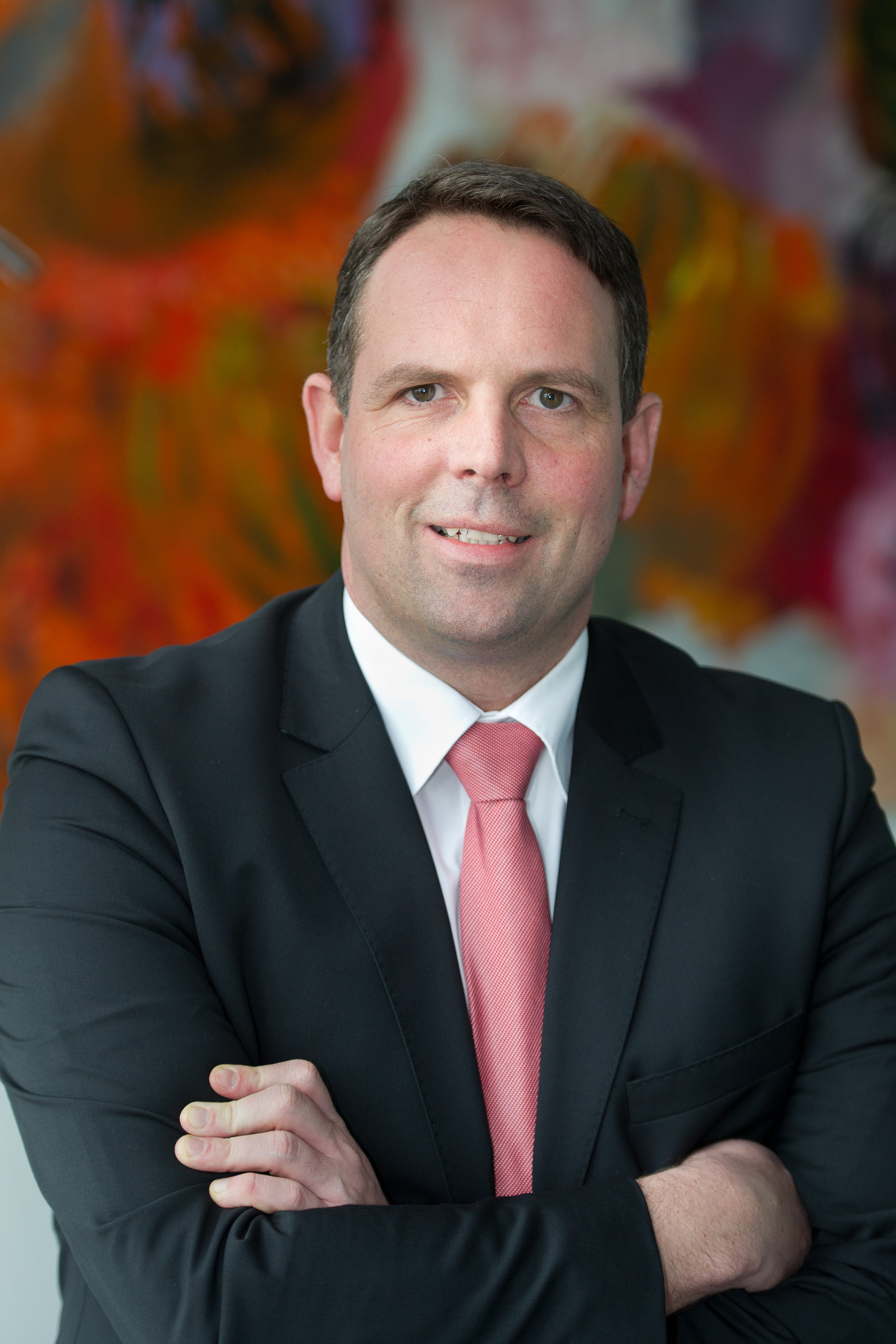
Stephan Kolling (2015)

Stephan Kolling (* 1972) ist ein deutscher Jurist. Er war von November 2014 bis April 2022 Staatssekretär im Ministerium für Soziales, Gesundheit, Frauen und Familie des Saarlandes.

## Werdegang
Kolling wuchs in Illingen (Saar) auf und legte 1991 das Abitur am Illtal-Gymnasium Illingen ab. Im Anschluss hieran absolvierte er seinen Zivildienst bei der Fachklinik St. Hedwig in Illingen. Nach dem Zivildienst studierte er Rechtswissenschaften an der Universität des Saarlandes sowie Betriebswirtschaft an der Fernuniversität in Hagen und absolvierte zwischen 1999 und 2001 sein juristisches Referendariat am Oberlandesgericht in Saarbrücken. Nach dem erfolgreichen Abschluss seines Studiums arbeitete er von 2001 bis 2002 bei der HDI-Gerling Industrie Versicherung AG, Niederlassung Köln. Von 2002 bis 2004 war er als Kabinettsreferent für Ministerrats-, Bundesrats- und Europaangelegenheiten im Ministerium für Frauen, Arbeit, Gesundheit und Soziales tätig. Von 2004 bis 2009 war er Pressesprecher und Leiter des Ministerbüros des saarländischen Ministers für Justiz, Gesundheit und Soziales Josef Hecken. Neben der Leitung des Ministerbüros war er in der Zeit von 2006 bis 2009 darüber hinaus auch als stellvertretender Abteilungsleiter der Abteilung „Gesundheit und Verbraucherschutz“ im saarländischen Ministerium für Justiz, Gesundheit und Soziales eingesetzt. Nach der Kabinettsumbildung im Jahr 2009 war Kolling bis Ende 2010 stellvertretender Abteilungsleiter der Abteilung „Soziales“ unter der damaligen Sozialministerin Annegret Kramp-Karrenbauer. Bis zu seiner Berufung als Staatssekretär im November 2014 leitete Stephan Kolling das Landesamt für Soziales in Saarbrücken. Kolling ist Gesundheits- und Sozialpolitiker. Er baute zudem bundesweit einmalig ein Zentrales Clearingzentrum für unbegleitet minderjährige Flüchtlinge am Schaumberger Hof in Tholey auf. Im Jahr 2020 leitete er das Interessenbekundungsverfahren zum Neubau einer Klinik im nördlichen Saarland. Auch war er Leiter des COVID-Krisenstabes der Landesregierung und verantwortet die Test- und Impfstrategie des Saarlandes. Am 26. April 2022 schied er mit dem Antritt des Kabinetts Rehlinger aus seinem Amt als Staatssekretär wieder aus.  Kolling war auch Gründungsmitglied der Deutschen Fachkräfte Agentur (DEFA) und des Deutsch-Griechischen Jugendwerkes.
Seit November 2024 ist Kolling Geschäftsführer der Knappschaftskliniken GmbH und leitet das Knappschaftsklinikum Saar.
Kolling ist verheiratet und Vater einer Tochter.